# Chaetoderma squamosum
Chaetoderma squamosum är en blötdjursart som beskrevs av Heath 1918. Chaetoderma squamosum ingår i släktet Chaetoderma och familjen Chaetodermatidae. Inga underarter finns listade i Catalogue of Life.